# Proton VPN
Proton VPN est un fournisseur de services de réseau privé virtuel (VPN) développé par la société suisse Proton Technologies AG, la société qui édite également le service de messagerie Proton Mail. Selon le site officiel de Proton VPN, Proton VPN et Proton Mail partagent la même équipe de gestion, les mêmes bureaux et les mêmes ressources techniques, et sont exploités depuis le siège de Proton à Genève, en Suisse, sous la protection des lois suisses sur la confidentialité.

## Caractéristiques
Proton VPN possède (au 25 mars 2023) un total de 2688 serveurs répartis dans 67 pays, de 10 Gbit/s[source secondaire souhaitée]. Tous les serveurs sont détenus et exploités par Proton VPN via le réseau de l'entreprise. Son service est disponible pour Windows, MacOS, Android, Linux et iOS.  
À partir de 2020, une interface utilisateur graphique est également disponible pour Linux en version bêta.
Proton VPN utilise OpenVPN (UDP / TCP) et le protocole IKEv2, avec chiffrement AES-256. La société a une politique stricte de non-journalisation pour les données de connexion des utilisateurs et empêche également les fuites DNS (en) et WebRTC d'exposer les véritables adresses IP des utilisateurs.
Proton VPN inclut par ailleurs la prise en charge de l'accès Tor (uniquement avec un abonnement Plus ou Unlimited) et un kill switch pour couper l'accès à Internet en cas de perte d'une connexion VPN. 
Comme le VPN Mullvad l'a fait en 2018, Proton VPN publie en janvier 2020 son code source sur toutes les plateformes et a mené un audit de sécurité indépendant. Les experts disent que c'est un facteur crucial pour décider de faire confiance à un service VPN.